# ラビリンスと香澄
ラビリンスと香澄（らびりんすとかすみ、1980年11月13日 - ）は、一人の日本人男性シンガーソングライター。ただし、本人はバンドであると主張している。ブロー・ウィンド・レコード所属。神奈川県厚木市出身。血液型はO型。略称は「ラビかす」。
出身地神奈川県のライブハウスや新宿歌舞伎町での路上ライブ活動を経て、2007年3月21日メジャーデビュー。

## 名前の由来
高校時代に付き合っていた女の子の名前が「香澄」であった。その彼女が友人を好きになった事から破局。悔しさから、その彼女の名前を借りて自分も香澄と名乗ったとのこと。
元々はラビリンスと香澄はツインボーカルのバンドであった。

## ディスコグラフィー
1. バイバイトレイン（2007年3月21日） c/w「笑顔でさよなら」「恋愛相談窓口」